# Blue (algorisme de gestió de cues)
El blue és una disciplina de programació per al programador de xarxes desenvolupada per l'estudiant de postgrau Wu-chang Feng per al professor Kang G.Shin a la Universitat de Michigan i altres al Centre de Recerca Thomas J.Watson d'IBM el 1999.

## Funcionament
Igual que la detecció precoç aleatòria (RED), el blue funciona deixant anar o marcar el paquet de manera aleatòria amb una marca de notificació de congestió explícita abans que el buffer de transmissió del controlador d'interfície de xarxa desbordi. No obstant això, a diferència del RED, l'administrador de xarxa requereix poca o cap sintonització. Una cua blava manté una probabilitat de caiguda/marca p, i deixa caure/marca paquets amb probabilitat p quan entren a la cua. Sempre que la cua es desborda, p augmenta una petita constant pi, i sempre que la cua està buida, p disminueix una constant pd <pi.
Si la combinació de trànsit a la interfície no canvia, p convergirà lentament cap a un valor que mantingui la cua dins dels seus límits amb una utilització completa de l'enllaç.

## Blue estocàstic just
El principal defecte de Blue, que comparteix amb la majoria de disciplines de cua de cua única, és que no distingeix entre fluxos de trànsit, sinó que tracta tots els fluxos com un únic agregat. Per tant, un sol flux agressiu pot empènyer paquets fora de la cua que pertanyen a altres fluxos de millor comportament.
El blue estocàstic just (SFB) és una variant estocàsticament justa del blue que flueix amb hash i manté una probabilitat de marca/caiguda diferent per a cada valor hash. Suposant que no hi ha col·lisions hash, SFB és capaç de proporcionar una part justa d'espai de memòria intermèdia per a cada flux. En presència de col·lisions de hash, SFB només és estocàsticament just.
A diferència d'altres disciplines de cua estocàsticament justes, com ara SFQ (Stochastic Fairness Queuing), SFB es pot implementar mitjançant un filtre de floració en lloc d'una taula hash, que redueix dràsticament els seus requisits d'emmagatzematge quan el nombre de fluxos és gran. Quan la probabilitat de caiguda/marca d'un flux arriba a 1, s'ha demostrat que el flux no reacciona a les indicacions de congestió de la xarxa. Aquest flux inelàstic es posa en una "caixa de penalització" i es limita a la taxa.

## Blue resistent estocàstic just
Molts algorismes de programació, inclosos els orientats a l'equitat, són notablement vulnerables a la falsificació d'atacs de denegació de servei distribuït (DDoS). El 2009 es va proposar un algorisme resistent estocàstic fair Blue (RSFB) contra atacs DDoS de falsificació. La idea bàsica darrere de RSFB és registrar els fluxos TCP normals responsius i rescatar els seus paquets perduts. L'algorisme RSFB és eficaç per preservar el rendiment de TCP en presència d'atacs DDoS de falsificació.

## Implementacions
Una implementació de Blue forma part d'ALTQ, el programador de xarxa per a BSD Unix.
Es va incloure una implementació de SFB per a Linux al nucli de Linux a la versió 2.6.39.